# پری ۵۵۲۹
سیارک ۵۵۲۹ (به انگلیسی: 5529 Perry، نامگذاری:2557P-L) پنج هزار و پانصد و بیست و نهمین سیارک کشف شده‌است که در ۲۴ سپتامبر ۱۹۶۰ کشف شد.
قدر مطلق سیارک برابر ۱۳٫۳۰ است.